# I lavoratori del mare
I lavoratori del mare (Les Travailleurs de la mer) è un romanzo di Victor Hugo. L'opera è dedicata all'isola di Guernsey, dove Hugo passò 15 anni in esilio.

## Trama

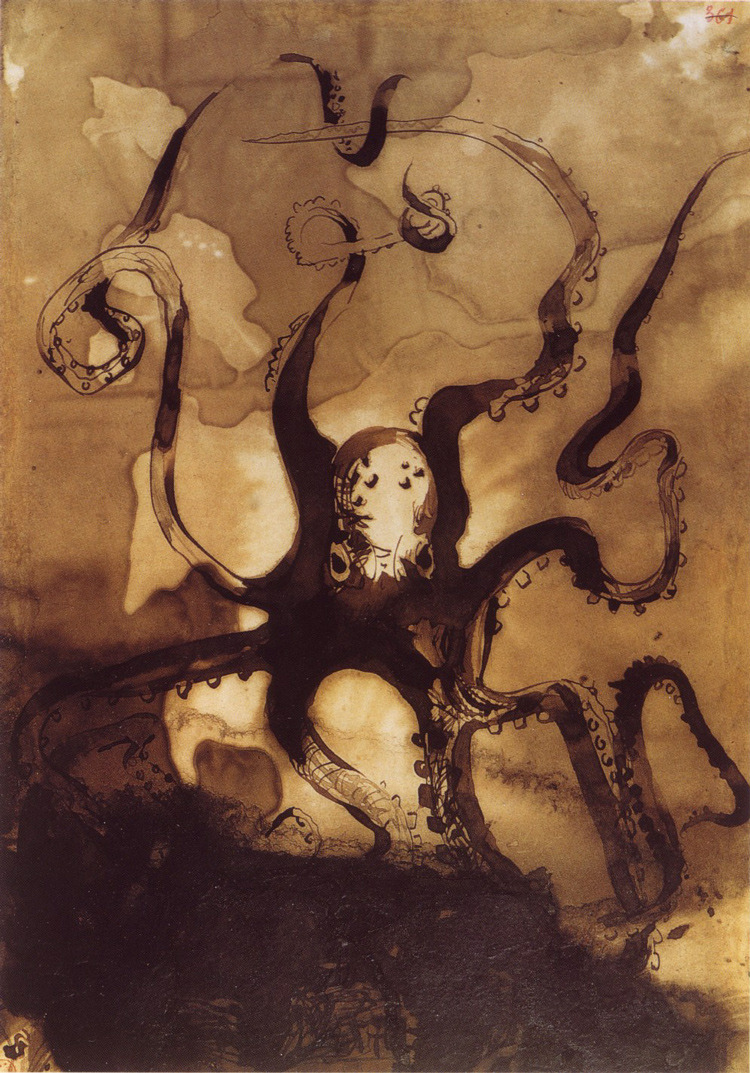
La piovra
(acquerello di Hugo) (1866)

La storia ha come protagonista un abitante di Guernsey di nome Gilliat. Il personaggio, che, secondo un leitmotiv consueto nella poetica di Victor Hugo, è un emarginato sociale, si innamora di Deruchette, nipote dell'armatore Lethierry. Quando la nave di Lethierry fa naufragio sulle Roches Douvres, una scogliera particolarmente pericolosa, Deruchette promette di sposare l'uomo capace di portare in salvo il motore a vapore della nave. Gilliat si offre, e il romanzo passa a narrare le sue avventure, tra cui la lotta con una piovra. "I lavoratori del mare" è ambientato subito dopo le Guerre napoleoniche, e tra i suoi temi c'è anche quello dell'impatto della prima rivoluzione industriale sull'isola.

## Pubblicazione
Il romanzo fu pubblicato a Bruxelles nel 1866, quando Hugo era in esilio dalla Francia. L'intenzione originaria dell'autore era porre come introduzione al romanzo il suo saggio L'Archipel de la Manche (L'arcipelago della Manica). Lo scritto, però, fu pubblicato solo nel 1883, e le due opere sono state pubblicate insieme solo nel ventesimo secolo.

## Curiosità
Il romanzo introdusse la parola "piovra" (pieuvre) nel vocabolario francese: il termine usato precedentemente era poulpe.

## Adattamenti cinematografici
- Toilers of the Sea  film del 1914, prodotto dalla Victor Film Company
- The Toilers of the Sea film del 1915 con Dorothy Davenport
- Toilers of the Sea film del 1923 diretto da Lucius Henderson
- Toilers of the Sea film del 1936 diretto da Selwyn Jepson
- Gli sparvieri dello stretto (Sea Devils) film del 1953 diretto da Raoul Walsh

## Edizioni
- Victor Hugo, I lavoratori del mare, traduzione di Giacomo Zanga, prima edizione ed., collana Oscar Classici Mondadori, Mondadori, 1995,  pp. 478, cap. tre parti, ISBN 88-04-40897-9.